# Kees A. Schouhamer Immink
Kees A. Schouhamer Immink (* 18. Dezember 1946 in Rotterdam) ist ein niederländischer Ingenieur und Miterfinder der Compact Disc, DVD und Blu-Ray.

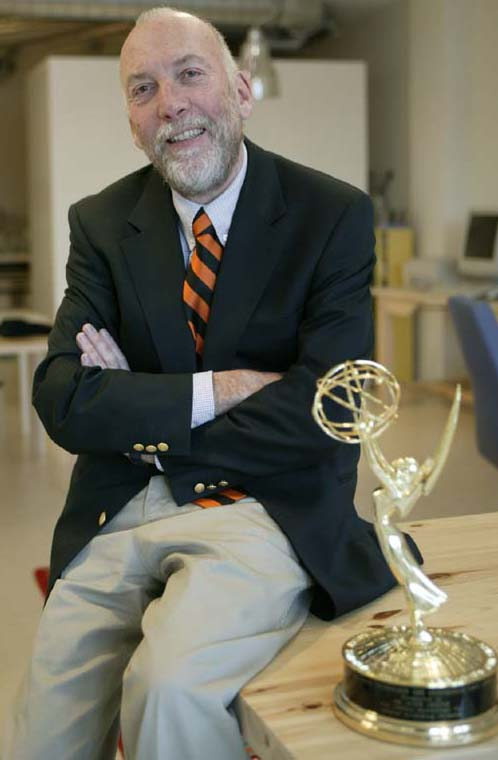
Kees Schouhamer Immink

## Leben und Werk
Immink studierte Elektrotechnik an der Technischen Universität Eindhoven. 1985 promovierte er mit einer Arbeit über Kodierungstheorie und Informationstheorie zum Doktor.
Von 1967 an arbeitete er im Philips Forschungslaboratorium in Eindhoven bis 1998.
Er ist seit der Gründung im Jahr 1998 der Präsident von Turing Machines Inc. Von 1993 bis 2014 nahm er auch eine Gastprofessur am Institut für Experimentelle Mathematik (IEM) der Universität Duisburg-Essen in Essen wahr. Er war Präsident von Audio Engineering Society 2001–2002.
Immink hat im Laufe seines Lebens über 1000 internationale Patente angemeldet, am bekanntesten wurde seine Miterfindung der Compact Disc, DVD und Blu-Ray. Immink spielte eine entscheidende Rolle bei der Entwicklung der Kodierungstechnologie, die einen signifikanten Einfluss auf die Audio- und Fernsehtechnik nahm. Unter seinen Beiträgen finden sich EFM für Compact Disc und EFMPlus für DVD.
Im Jahr 2000 wurde er von der Königin der Niederlande Beatrix zum Ritter des Ordens von Oranje-Nassau (Ridder in de Orde van Oranje Nassau) geschlagen. Von der National Academy of Television Arts and Sciences (NATAS) in New York erhielt er 2003 einen Emmy Award für Coding Technology for Optical Recording Formats. Am 18. Oktober 2014 wurde er im Ehrensaal des Deutschen Museums in München mit dem Technologiepreis der Eduard-Rhein-Stiftung ausgezeichnet.

## Ehrungen
- 2017 IEEE Medal of Honor
- 2015 Faraday-Medaille der IEE
- 2014 Technologiepreis der Eduard-Rhein-Stiftung
- 2014 Ehrendoktor Universität Johannesburg
- 2007 Ausländisches Mitglied der National Academy of Engineering der USA
- 2004 SMPTE Progress Medal der Society of Motion Picture and Television Engineers
- 2003 Emmy Award für die Pionierarbeit in der DVD und BD Entwicklung
- 2000 Ritter des Ordens von Oranje-Nassau
- 1999 AES Gold Medal der Audio Engineering Society
- 1999 IEEE Edison Medal
- 1996 IEEE Masaru Ibuka Consumer Electronics Award
- 1996 Mitglied der Königlich-Niederländischen Akademie der Wissenschaften (KNAW).
- 1990 IEEE Fellow[2]